# Myrmecodia
Myrmecodia es un género de plantas con flores del orden de las Gentianales de la familia de las rubiáceas.

## Distribución
Es nativo del sudeste de Asia, Australia e islas del Pacífico.

## Etimología
Se deriva del griego myrmekodes, que significa ‘hormiga’ o ‘como lleno de hormigas’.

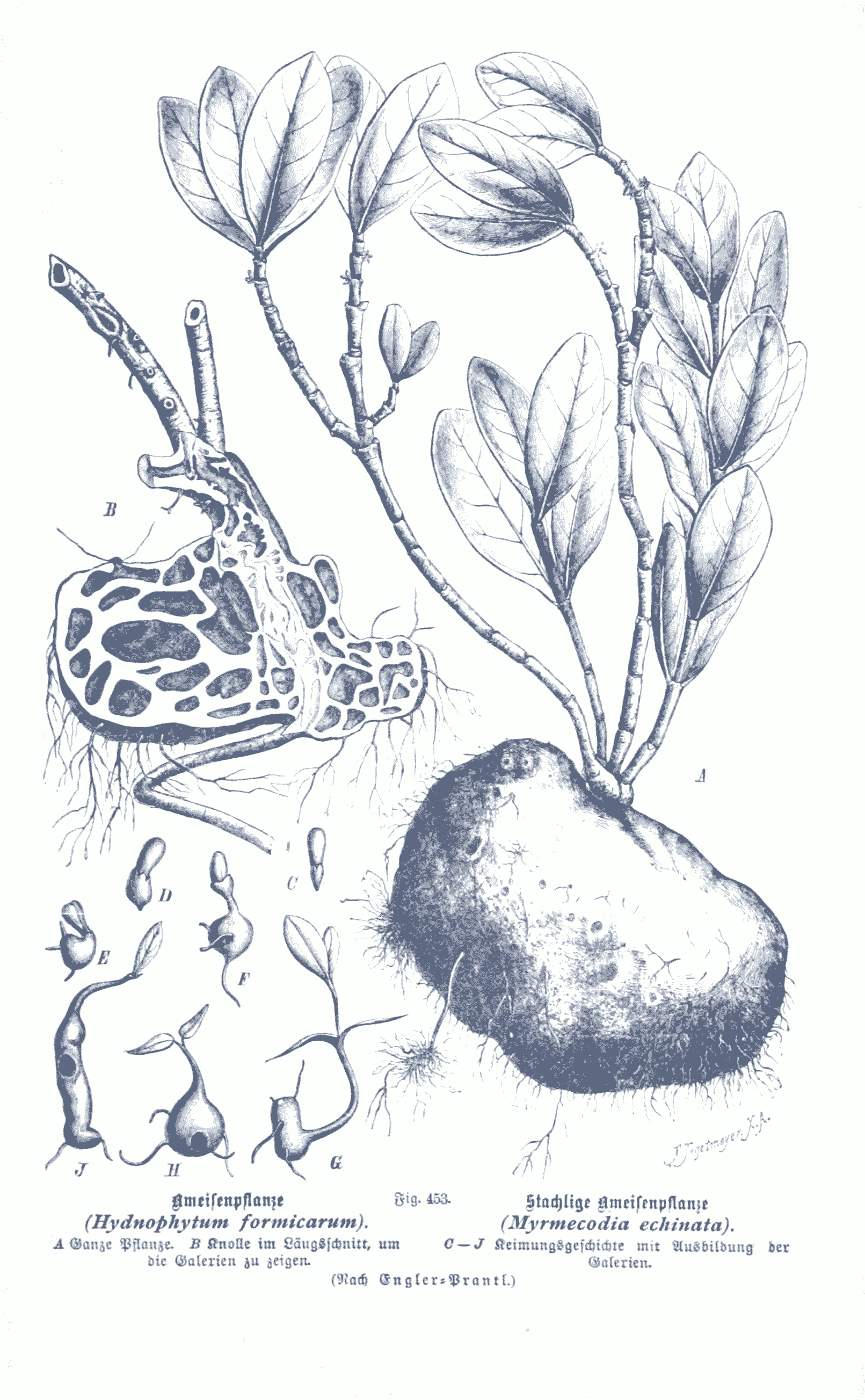

## Descripción
Myrmecodia es un género de epífitas mirmecófitas (asociadas con una colonia de hormigas) que crecen en las ramas de los árboles y sobre los troncos. En la naturaleza, a menudo los tubérculos de Myrmecodia crecen hacia abajo colgando de las ramas desnudas, sin grandes cantidades de sustrato y, por tanto, dependen de la simbiosis de la mayoría de sus nutrientes. Las plantas almacenan alimentos y agua en un cáudice color marrón grisáceo que se hincha y crece con el tiempo con espinas. El grueso y no ramificado tallo está cubierto de alvéolos que también crecen con espinas y se seca lleno de brácteas. De los alvéolos surgen flores blancas que puede auto-polinizarse para producir una baya color naranja brillante y carnosa llena con un máximo de seis pequeñas semillas. La dispersión de las semillas se efectúa por las aves, que a menudo depositan de excrementos en las ramas y troncos de los árboles más que en la tierra.
Forman una relación simbiótica con las hormigas y los hongos. Las plantas proporcionan hábitats para las colonias de hormigas en alto hasta la cubierta forestal, proporcionando la protección de los elementos y también de los depredadores con las espinas. Se instalan en los huecos de paredes lisas de los túneles en el caudex con agujeros de entrada externa, ofreciendo una casa sobre el suelo para las colonias de hormigas. Las hormigas también proporcionar defensa para la planta y evitan el daño a los tejidos. Las colonias de hormigas también proporcionan nutrientes a las plantas dejando residuos dentro de los túneles en el interior del caudex. Glándulas especiales en el revestimiento de los túneles absorben luego el alimento para la planta. Esta simbiosis permite que las plantas reúnan nutrientes (a través de las hormigas) de una zona mucho mayor de las que las raíces nunca podrían abarcar.
Indígenas en Vietnam y Papúa Nueva Guinea la han estado usando por generaciones para curar muchas enfermedades.

## Especies
- Myrmecodia alata Becc.
- Myrmecodia albertisii Becc.
- Myrmecodia angustifolia Valeton
- Myrmecodia archboldiana Merr. & L.M.Perry
- Myrmecodia aureospina Huxley & Jebb
- Myrmecodia beccarii Hook.f.
- Myrmecodia brassii Merr. & L.M.Perry
- Myrmecodia erinacea Becc.
- Myrmecodia ferox Huxley & Jebb
- Myrmecodia gracilispina Huxley & Jebb
- Myrmecodia horrida Huxley & Jebb
- Myrmecodia jobiensis Becc.
- Myrmecodia kutubuensis Huxley & Jebb
- Myrmecodia lamii Merr. & L.M.Perry
- Myrmecodia longifolia Valeton
- Myrmecodia longissima Valeton
- Myrmecodia melanacantha Huxley & Jebb
- Myrmecodia oblongata Valeton
- Myrmecodia oksapminensis Huxley & Jebb
- Myrmecodia paradoxa Huxley & Jebb
- Myrmecodia pendens Merr. & L.M.Perry
- Myrmecodia platyrea Becc.
- Myrmecodia platytyrea Becc.
- Myrmecodia pteroaspida Huxley & Jebb
- Myrmecodia schlechteri Valeton
- Myrmecodia sterrophylla Merr. & L.M.Perry
- Myrmecodia tuberosa Jack